# Adalbert II. (Teck)
Adalbert II. von Teck,  († zwischen 1215 und 1219), war Sohn Adalberts I. von Teck und dessen Gattin Adelheid (unbekannter Herkunft). Er gehörte zu der Zähringer Seitenlinie der Herzöge von Teck. 

## Leben
Nennungen eines Herzogs Adalbert von Teck am 20. Juni 1192 in Schwäbisch Gmünd, am 4./10. Dezember 1193 in Gelnhausen und am 12. Dezember 1193 in Frankfurt am Hofe Heinrich VI. und weitere urkundliche Erwähnungen durch Graf Egino IV. von Urach († 1230) um 1190 für das Kloster Bebenhausen und durch den Konstanzer Bischof Diethelm von Krenkingen 1192 könnten sich auf Adalbert II., aber auch auf seinen Vater Adalbert I. beziehen. 
Um 1215 verkaufte Adalbert II. die Besitzungen im Breisgau und in der Ortenau an den Stauferkönig Friedrich II. (1194–1250).
Weitere Nennungen durch den Reichenauer Abt Heinrich beziehen sich auf Lehensgüter Adalbert II. von Teck in Dornsberg im Hegau und in Schienen (heute Gemeinde Öhningen) und auf die Vogtei der Reichenauer Klostergüter in Rickelshausen (heute Gemeinde Böhringen bei Radolfzell am Bodensee).

## Ehe und Nachkommen
Der Name seiner Ehefrau ist nicht urkundlich belegt.
- Konrad I. († 1244/49), Herzog von Teck
- Berthold I. von Teck (um 1200–1244), Bischof von Straßburg
- Heinrich († 1215/1225), Domherr in Würzburg

siehe auch: Stammliste der Herzöge von Teck